# Tipula benesignata
Tipula benesignata är en tvåvingeart som beskrevs av Mannheims 1954. Tipula benesignata ingår i släktet Tipula och familjen storharkrankar. Arten är reproducerande i Sverige. Inga underarter finns listade i Catalogue of Life.